# Франсуаз Мбанґо
Франсуаз Мбанґо  (фр. Françoise Mbango, 14 квітня 1976) — камерунська легкоатлетка, олімпійська чемпіонка.

## Виступи на Олімпіадах
| Олімпіада   | Дисципліна              | Місце     |
| ----------- | ----------------------- | --------- |
| Сідней 2000 | естафета 4 x 100 метрів | 7 h4 r1/3 |
| Сідней 2000 | потрійний стрибок       | 10        |
| Афіни 2004  | потрійний стрибок       | 1         |
| Пекін 2008  | потрійний стрибок       | 1         |